# مایتنبت
مایتنبت (به آلمانی: Maitenbeth) یک شهر در آلمان است که در بایرن واقع شده‌است.

## خصوصیات
مایتنبت ۳۰٫۹۴ کیلومترمربع مساحت دارد ۶۰۹ متر بالاتر از سطح دریا واقع شده‌است.